# Nazionale maschile di pallanuoto della Svizzera
La nazionale di pallanuoto maschile della Svizzera è la rappresentativa pallanuotistica della Svizzera in campo maschile nelle competizioni internazionali.

## Risultati
Olimpiadi
- 1920 Ottavi di finale
- 1924 Ottavi di finale
- 1928 Ottavi di finale
- 1936 9º posto
- 1948 13º posto

Europei
- 1950 7º
- 1981 8º (Europeo B)
- 1983 5º (Europeo B)
- 1987 11º (Europeo B)
- 2004 (Europeo B) 11º
- 2009 (Europeo B) 12º

## Formazioni

### Olimpiadi
Giochi olimpici - Anversa 1920Mondet · Biefer · Horn · Demiéville · Jenny · Boppart · Ricolfi Doria, CT: -
Giochi olimpici - Parigi 1924Biefer · Demiéville · Girod · Kopp · Mondet · Moret · Wyss, CT: -
Giochi olimpici - Amsterdam 1928Brochon · Hürlimann · Hüttenmoser · Mermoud · Moret · Schmalz · Wyss · Boppart · E. Ruchti · E. Tschümperly, CT: -
Giochi olimpici - Berlino 1936Denzler · Gysel · Kopp · Meier · Mermoud · Vessaz · Wyss · Zirilli · Maillefer · Nobs · Walter, CT: -
Giochi olimpici - Londra 1948Grosjean • Klumpp • E. Hauser • G. Hauser • Sauer • Weibel • Keller • H. Burri • W. Marty • Vaterlaus, CT: -